# Коман, Нарчис Рэдуц
Нарчис Рэдуц Коман (род. 5 ноября 1946 года в Джурджу) — бывший румынский футболист, вратарь. Сыграл 214 матчей в высшей футбольной лиге Румынии, Дивизии А, и был лучшим футболистом Румынии в 1978 году. Заслуженный мастер спорта Румынии.

## Клубная карьера
Нарчис Коман начинал карьеру в своём родном городе Джурджу в клубах «Олимпия» и «Виктория». В 1964 году он перешёл в «Олтеницу», с которой он впервые в истории клуба поднялся в Дивизию C. Летом 1965 года Коман перешёл в команду «УТА Арад», в которой 26 сентября 1965 года дебютировал в Дивизии А. Он провёл 13 из 26 игр сезона, не сумев вытеснить из основы Кароля Вайхельта, и через год перешёл в «Арджеш». Коман стал игроком основы и год спустя занял с клубом второе место в чемпионате. Затем он перешёл в «Динамо Бухарест».
В «Динамо» он снова занял второе место в сезоне 1968/69, но не смог завоевать место в основе. Летом 1970 года он покинул клуб и перебрался в «Дунэря Джурджу» из Дивизии B. Через полгода он вернулся в Дивизию А, где играл за «Стяуа». С этим клубом он выиграл кубок Румынии 1971 года в качестве запасного вратаря. В последующие годы в «Стяуа» он редко выходил на поле.
В 1974 году Коман покинул «Стяуа» и вернулся в Дивизию B — на этот раз в «Бакэу». Здесь он смог по ходу сезона занять место в основе и вместе с клубом поднялся в высшую лигу. В 1976 году он перешёл в «Тырговиште» из Дивизии B, где первоначально не играл из-за годичного запрета. Без него клуб поднялся в Дивизию А, где Коман снова взошёл на пик формы. Ему удалось вернуться в сборную и в 1978 году стать первым вратарём, который получал награду лучшего футболиста года в Румынии.
После вылета «Тырговиште» из Дивизии А он ещё год отыграл за клуб «Джурджу» из своего родного города. В 1981 году Коман завершил карьеру из-за проблем с алкоголизмом. В 2007 году он был тренером вратарей «Дунэря Джурджу».

## Сборная Румынии
В 1962 году Коман, якобы, представлял Румынию на Юниорском турнире УЕФА, который команда выиграла. В 2008 году он получил орден за победу на этом турнире. Примечательно, что, возможно, он не был в составе команды, по крайней мере, в финале он не играл.
Коман провёл восемь матчей за сборную Румынии. Он дебютировал 29 октября 1967 года в игре против Польши (0:0). 6 ноября 1968 года, несмотря на травму, он согласился сыграть против Португалии и был заменён в перерыве, пропустив два мяча. После этого матча Коман изначально больше не рассматривался, только в 1971 году вызывался на матч против Албании.
Благодаря хорошим выступлениями в Дивизии А Коман вернулся в сборную в 1978 году, через семь лет после последнего приглашения. 19 декабря 1978 года он сыграл свой последний матч против Израиля (1:1).